# NGC 3414
NGC 3414 је спирална галаксија у сазвежђу Мали лав која се налази на NGC листи објеката дубоког неба.
Деклинација објекта је + 27° 58' 30" а ректасцензија 10h 51m 16,1s. Привидна величина (магнитуда) објекта NGC 3414 износи 10,9 а фотографска магнитуда 11,9. Налази се на удаљености од 25,050 милиона парсека од Сунца. NGC 3414 је још познат и под ознакама UGC 5959, MCG 5-26-21, CGCG 155-29, ARP 162, PRC C-35, PGC 32533.